# Мериньякеиз
Мериньякеиз (фр. La Mérignacaise) — шоссейная однодневная велогонка, проходившая по территории Франции с 2008 по 2016 год.

## История
С момента своего создания в 2008 году гонка стала проходить в рамках национального календаря. В 2012 году вошла в календарь женского Кубка Франции.
Маршрут гонки проходит в коммуне Мериньяк департамента Жиронда и представлял собой пролегавший вокруг стадиона Stade du Jard круг длиной 3,650 км который преодолевали примерно 25 раз. Общая протяжённость дистанции составляла в районе 90 км. Гонка проводилась 1 мая.
В 2017 году объединилась с другой однодневкой Петит Рен де Сотерн в многодневую гонку Тур Жиронды который просуществовала всего один год.
Организатором выступал SAM Cyclisme.
Рекордсменками с двумя победами стали француженки Лори Бертон и Орор Верхувен.

## Призёры
| Год  | Победитель      | Второй            | Третий           |
| ---- | --------------- | ----------------- | ---------------- |
| 2008 | Орор Верхувен   | Эмили Бланкфорт   | Людивин Лозе     |
| 2009 | Sinead Miller   | Флоранс Жирарде   | Элисон Тетрик    |
| 2010 | Лейре Олаберрия | Паскаль Жёлан     | Людивин Лозе     |
| 2011 | Людивин Лозе    | Davina Summers    | Флоранс Жирарде  |
| 2012 | Келли Гамбьер   | Паскаль Жёлан     | Фанни Риберо     |
| 2013 | Роксана Фурнье  | Veronique Labonte | Алексия Моффат   |
| 2014 | Орор Верхувен   | Марион Сико       | Marjolaine Bazin |
| 2015 | Лори Бертон     | Ирис Саше         | Паскаль Жёлан    |
| 2016 | Лори Бертон     | Паскаль Жёлан     | Солин Ламболи    |